# Бок, Уте
Уте Бок (нем. Ute Bock; 27 июня 1942, Линц, Австрия — 19 января 2018, Вена, Австрия) — австрийский педагог, известный благодаря её проектам помощи беженцам. В Вене была устроена кампания «Bock auf Bier», во время которой небольшой процент стоимости пива (цена была повышена) собирался для организации жилья для беженцев. Название проекта переводится как «Бок за пиво», однако это также сленговое выражение желания выпить пива, а Bock Bier — сорт особенно крепкого. Проект также предоставляет помощь с одеждой, образовательными курсами, медицинской и юридической защитой.

## Биография
После выпуска, прежде чем Бок решила стать педагогом, она год была занята в частном секторе экономики. В 1969 г. она поступила на должность смотрительницы в общежитии Цоманнгассе в Фаворитен, десятом районе Вены, а в 1976 была назначена его директором. В 1990-х годах отдел по обеспечению благосостояния молодежи направил иностранную молодежь, число которой возрастало, в общежитие Бок. В этот период она начала заниматься организацией помощи беженцам.
В 1999 около 30 молодых африканцев были арестованы за распространение наркотиков в приюте, и Уте Бок было предъявлено обвинение в бандитизме и наркодилерстве, в связи с чем она была временно отстранена от работы. Позже обвинения были сняты, однако ей было запрещено предоставлять другим африканцам жилье в Цоманнгассе. После этого Бок организовала частные коммуны для жилья, которые она сама обеспечивала и контролировала. В 2000 она ушла на пенсию и продолжала работать над своим проектом. Тем временем более 350 беженцев нашли пристанище в организованных Бок коммунах, а у более тысячи из них есть почтовые адреса в Ассоциации Уте Бок. Кроме того, она организовала юридическую помощь для своих клиентов, которая полагается на пожертвования.

## Фильмы
31 октября 2009 года во время студенческих протестов в Австрии был организован предварительный просмотр документального фильма «Бок в президенты» в сотрудничестве с Штадткино и Виеннале. Официальная премьера состоялась как часть Виеннале в кинотеатре «Кюнстлерхаус» в Вене 1 ноября и была показана в австрийских кинотеатрах 15 января 2010.
В 2010 режиссёр Хоучанг Аллахьяри ещё раз обратился к биографии Уте Бок с другим кинопроектом: в фильме «Die verrückte Welt der Ute Bock» («Сумасшедший мир Уте Бок») снимались актёры Йозеф Хадер, Карл Марковиц, Виктор Гернот и другие. Там были продемонстрированы работа Уте Бок, которую также можно увидеть в фильме, и истории людей, которых она встречала — от беженцев, которые играли сами себя, и до полиции. Фильм вышел в Австрии в ноябре 2010.

## Награды
Бок уже получила несколько наград за свою социальную вовлеченность.
- 1990: награда Уте Бок за гражданское мужество Zivilcourage
- 2000: Премия Нансена
- 2002: Премия Бруно Крайского
- 2003: Приз Карла Реннера и Премия Грайнекера за гражданское мужество
- 2005: одна из пяти женщин из Австрии, которые были выбраны для проекта «PeaceWomen Across the Globe2007»
- 2007: Международная премия за человеческие права[10]
- 2010: номинация на Австрийку года в категории «социальная вовлеченность»[11]
- 2011: премия «Mitten im Leben»[12]
- 2012: Золотая медаль Республики Австрия[13]

## Публикации
В соавторстве с Корнелией Кребс (Hrsg.): Ute Bock. Die Geschichte einer Flüchtlingshelferin. Wien: Molden, 2010, ISBN 978-3-85485-268-1.